# 中国证券金融股份有限公司
中国证券金融股份有限公司，简称中国证金。由中国证监会批准设立从事转融通业务的全国性证券类金融机构。

## 历史
2015年7月3日，证监会决定中国证券金融股份有限公司进行增资扩股，注册资本从240亿元增至约1000亿元。
2015年7月5日，中国人民银行称将协助通过多种形式给予中国证券金融股份有限公司流动性支持用以救市。
2015年7月9日，中国证券金融股份有限公司发行800亿元人民币短期融资券。
2015年7月17日，中证金公司获得商业银行授信规模约2万亿元人民币。此前已有17家商业银行总计借予证金公司近1.3万亿元。
2015年8月12日，《证券时报》报导称，为规避《中华人民共和国证券法》规定的举牌义务，中国证金在十个基金投资公司开设“中证金融资产管理计划”专户，对部分股票进行增持。

## 股东
上海证券交易所、深圳证券交易所、上海期货交易所、中国证券登记结算有限责任公司、中国金融期货交易所、大连商品交易所、郑州商品交易所。